# 基準電圧回路
基準電圧回路（きじゅんでんあつかいろ、voltage reference circuit、Vref）とは、電源電圧や温度、素子ばらつきによらずに一定の電圧を出力する電子回路である。

## 基本動作
基準電圧を生成するには、電流によらずに一定の電圧を出力する素子、あるいは電圧によらずに一定の電流を流す素子の特性を用いる。
古くは、グロー放電を使用した定電圧放電管が用いられた。
基準電圧回路で生成された基準電圧は、電源回路、比較回路、A/Dコンバータ、発振回路等に分配される。これらは一定の精度を満たすように動作しなければならないことが多いため、基準電圧は、製造ばらつきによる影響が小さいことが望まれる。
このため、製造ばらつきに対しても基準電圧の仕様を満たすように、しばしば製造後にレーザートリミング等の調整が行われる。
多くの基準電圧回路は、温度によらずに一定の電圧を出力することが要求される。この特性は、正の温度係数を持つ素子特性と負の温度計数を持つ素子特性を組み合わせることにより、実現している。

## 代表的な基準電圧回路
- バンドギャップ・リファレンス — 比較的高精度で集積回路で広く用いられている。
- ED型基準電圧回路 —MOSトランジスタで構成される。回路規模は小さいが、温度依存性はバンドギャップ・リファレンスよりも劣る。
- ツェナーダイオードを用いたもの — 簡易的な基準電圧に用いられる。